# Tammaro (vescovo)
Tammaro, o Tàmaro e anche Tambaro (Cartagine?, 410 circa – Benevento, 490), è stato un vescovo nordafricano, giunto in Campania in seguito alle persecuzioni dei Vandali. È venerato come santo dalla Chiesa cattolica.

## Agiografia
Tradizionalmente si ritiene che Tammaro sia stato un vescovo di una località del Nordafrica, che in seguito alle persecuzioni dei Vandali sarebbe giunto in Campania e qui sarebbe poi stato vescovo di Atella o piuttosto di Benevento verso la seconda metà del V secolo.
Nella Vita sancti Castrensis, redatta tra Sessa e Capua, si narra che Tammaro sarebbe incorso, insieme ad altri dodici vescovi africani, nella persecuzione dei Vandali tra il 439 e il 440. I persecutori concepirono un piano per annullare per sempre la memoria dei vescovi. Dopo averli incatenati li fecero salire a bordo di una vecchia nave sfondata e senza timone, con il desiderio di vederli affogare. La Vita S. Castrensis fornisce i dettagli sull'imbarco e i nomi dei dodici vescovi: a bordo della nave furono fatti salire nell'ordine Rosio, il più anziano, poi il nobile Secondino, quindi Eraclio, Benigno, Prisco, Elpidio, Marco, Augusto, Canione e Vindonio. Castrese fu sistemato a poppa come comandante e a Tammaro fu affidata la prua.
L'imbarcazione però, con la guida di un angelo, lasciate le coste dell'Africa settentrionale, dopo un viaggio tranquillo attraverso il Mar Mediterraneo, approdò a Volturnum, da dove i vescovi partirono alla volta di città e luoghi diversi della Campania, con lo scopo di diffondervi la fede di Gesù Cristo.
Gli storici locali, attingendo a fonti purtroppo non citate, ritennero Tammaro vescovo di Cartagine, probabile discepolo del grande Padre della Chiesa, Agostino d'Ippona e avente un'età di 30 o 40 anni al tempo della presa di Cartagine (439 - 440). Dapprima catturato, imprigionato e torturato, e poi esiliato per via mare dai Vandali di Genserico, avrebbe raggiunto il porto di Castel Volturno il 10 maggio del 440. Secondo altri sarebbe approdato a Cuma o a Liternum (Villa Literno).
Giunto in Campania Tammaro si sarebbe ritirato a vita eremitica tra Morcone e Campolattaro, vicino a Benevento, presso il fiume che da lui avrebbe preso il nome, il Tammaro (in realtà tale fiume già in epoca romana si chiamava Tamarum). Da qui il Santo, per gli alti e riconosciuti meriti, sarebbe stato chiamato a reggere la sede episcopale beneventana e di Benevento sarebbe stato vescovo dal 465 al 490, dopo Doro II e prima di Santa Sofia.
Lo storico capuano Michele Monaco, invece, opina che il Santo, prima di essere acclamato vescovo di Benevento, visse da eremita presso le sponde del Clanio, nel territorio di Capua.
Tammaro infine morì nel 490.
Una Vita romanzata, risalente al XIII secolo, narra una storia diversa: il nobile giovinetto romano Tammaro, portatosi a Pozzuoli, dimorò per tre anni a Lucrino in compagnia dei santi Marcellino, Erasmo e Pietro. Sfuggito ai gentili (pagani), che l'avevano portato a Sorrento, tornò a Lucrino, poi si trasferì a Casacellere ed infine a Vico di Pantano (Villa Literno), dove si dice che morì e fu sepolto.

## Culto

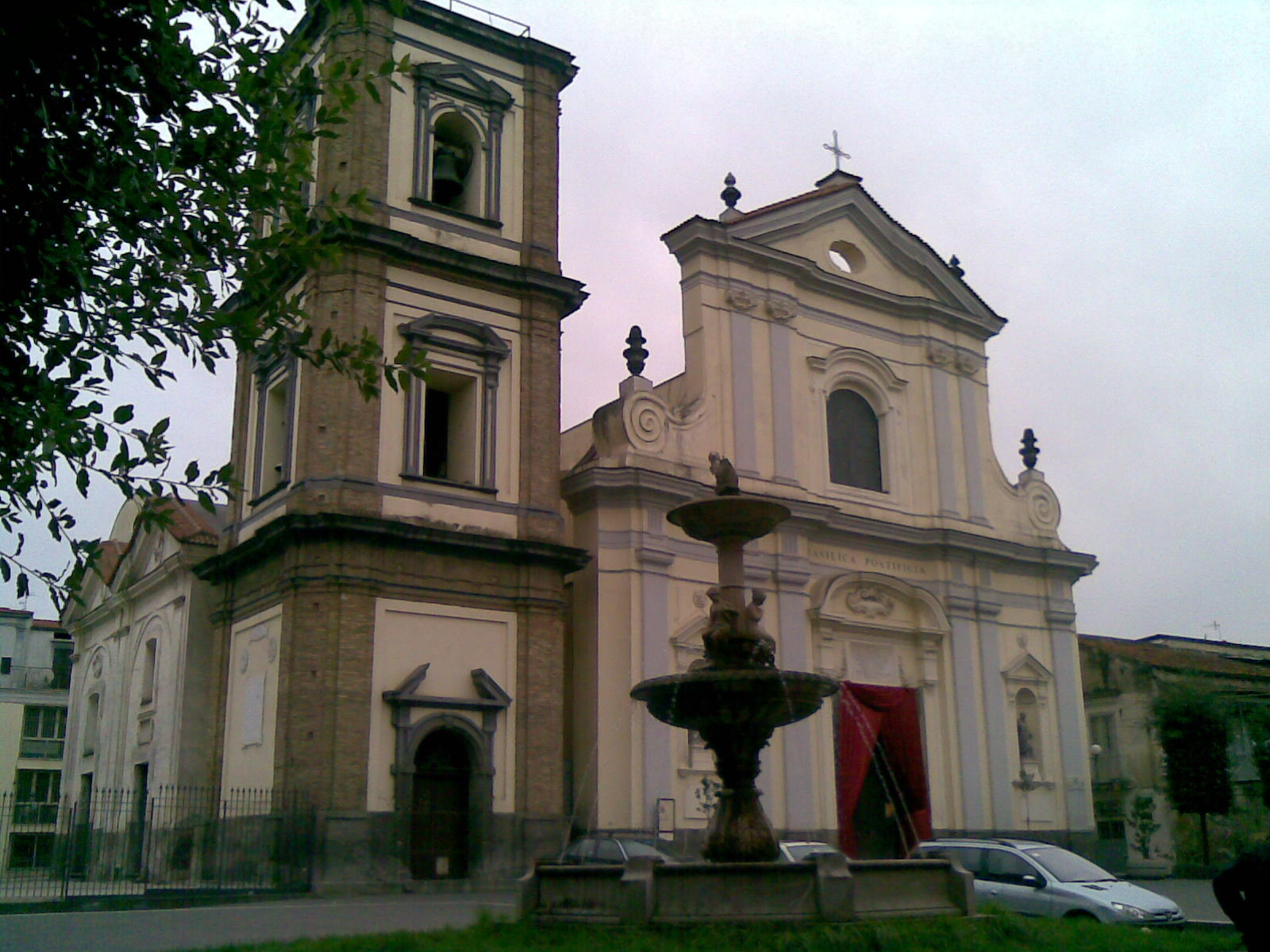
Basilica pontificia di San Tammaro vescovo a Grumo Nevano (Napoli)

I beneventani eressero in sua memoria una chiesa sul suo romitorio, divenuta meta di pellegrinaggi. Di essa, oggi, non esistono più tracce.
In seguito, le sue spoglie furono custodite sotto l'altare del duomo di Benevento. Durante le guerre mondiali furono trasferite al santuario di Montevergine.
È un santo venerato in varie località della Campania; indizi del suo culto sono attestati da chiese e documenti non anteriori al XII secolo.
La sua memoria liturgica cade il 16 gennaio, festività patronale delle città di Grumo Nevano, Villa Literno e San Tammaro. La città e la diocesi di Benevento lo festeggiano da secoli il 21 ottobre.
La città di Grumo Nevano lo ricorda, con solenni festeggiamenti, anche nella prima domenica di settembre.
La città di San Tammaro lo festeggia anche insieme alla sua patrona, la Madonna della Libera, il lunedì dell'Angelo con il tradizionale volo degli angeli.